# Eerstesteenlegging

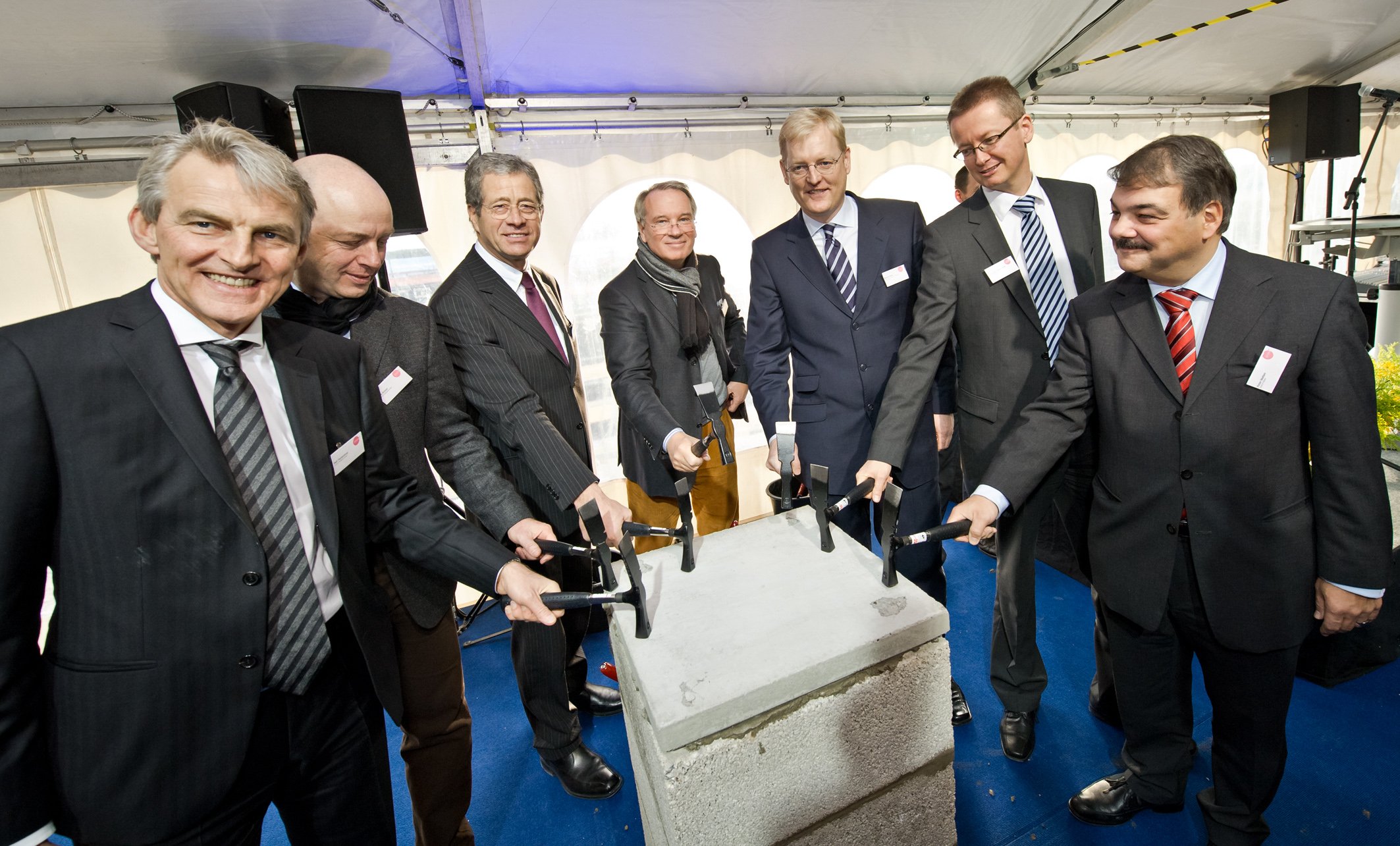
Eerstesteenlegging voor een nieuw hoofdkantoor van luchtvaartmaatschappij Condor Airlines in Frankfurt am Main, 2010

Het leggen van de eerste steen is een ceremoniële handeling bij het begin van de bouw van een gebouw. Het symboliseert het begin van de bouw en wordt vaak verricht door een belangrijk of bekend persoon.
Het is niet zo dat de eerste steen onderaan in de muur zit, wat men zou kunnen verwachten van een éérste steen. Vaak wordt de 'eerste steen' aan een nieuwbouwproject enige tijd later op een iets hogere en beter zichtbare plek ingemetseld en is daarmee niet fysiek de allereerste steen van het fundament.
De eerste steen bevat vaak een tekst waarmee wordt aangegeven wanneer hij is gelegd en door wie. Ook komt het voor dat in de (holle) steen een loden koker geplaatst wordt met daarin een oorkonde. Op die oorkonde worden de datum van de eerstesteenlegging en overige gegevens zoals de architect, de opdrachtgevers en de aannemers voor het nageslacht bewaard.

## Afbeeldingen

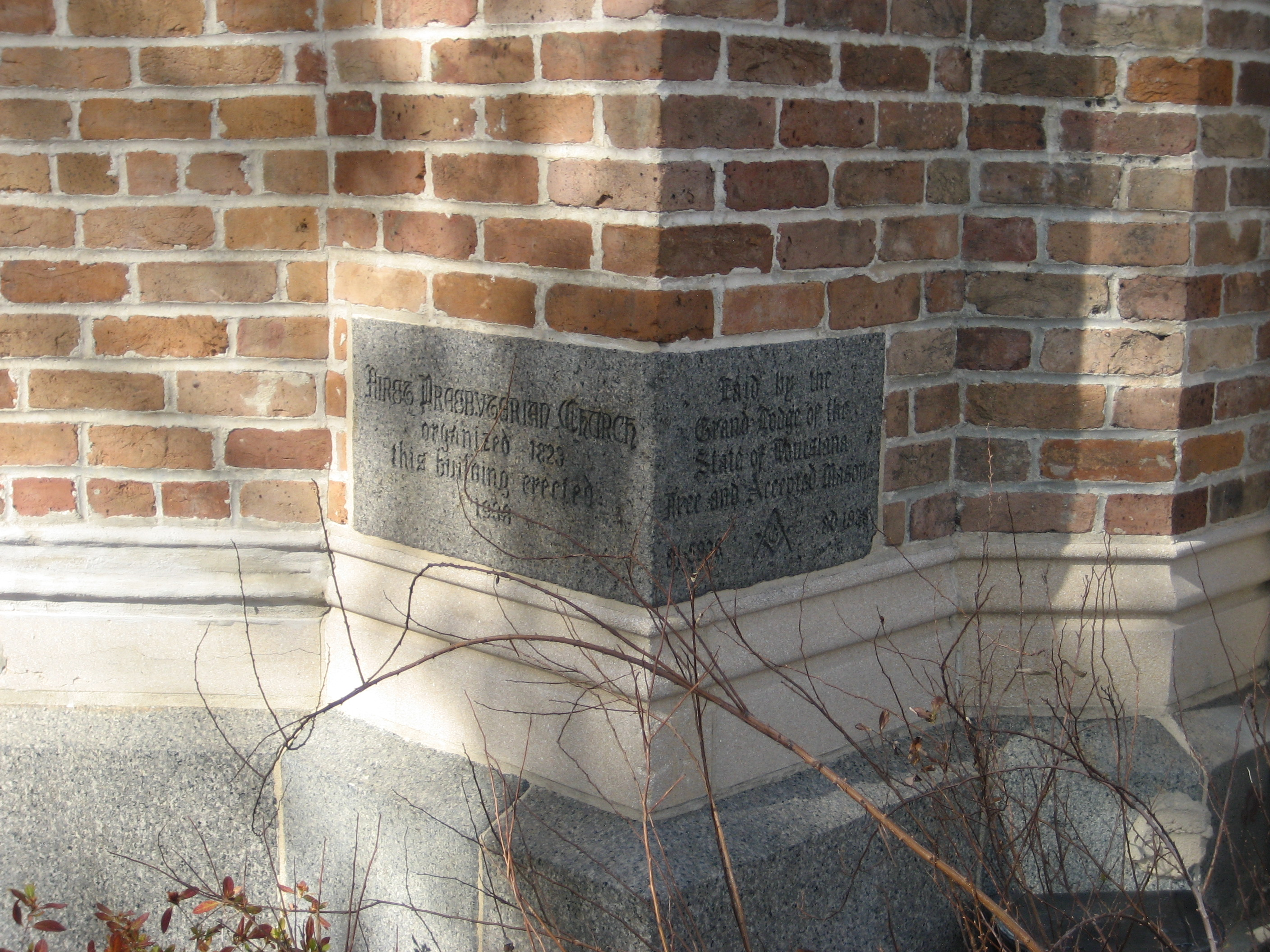
Eerste steen van een kerkgebouw in de VS
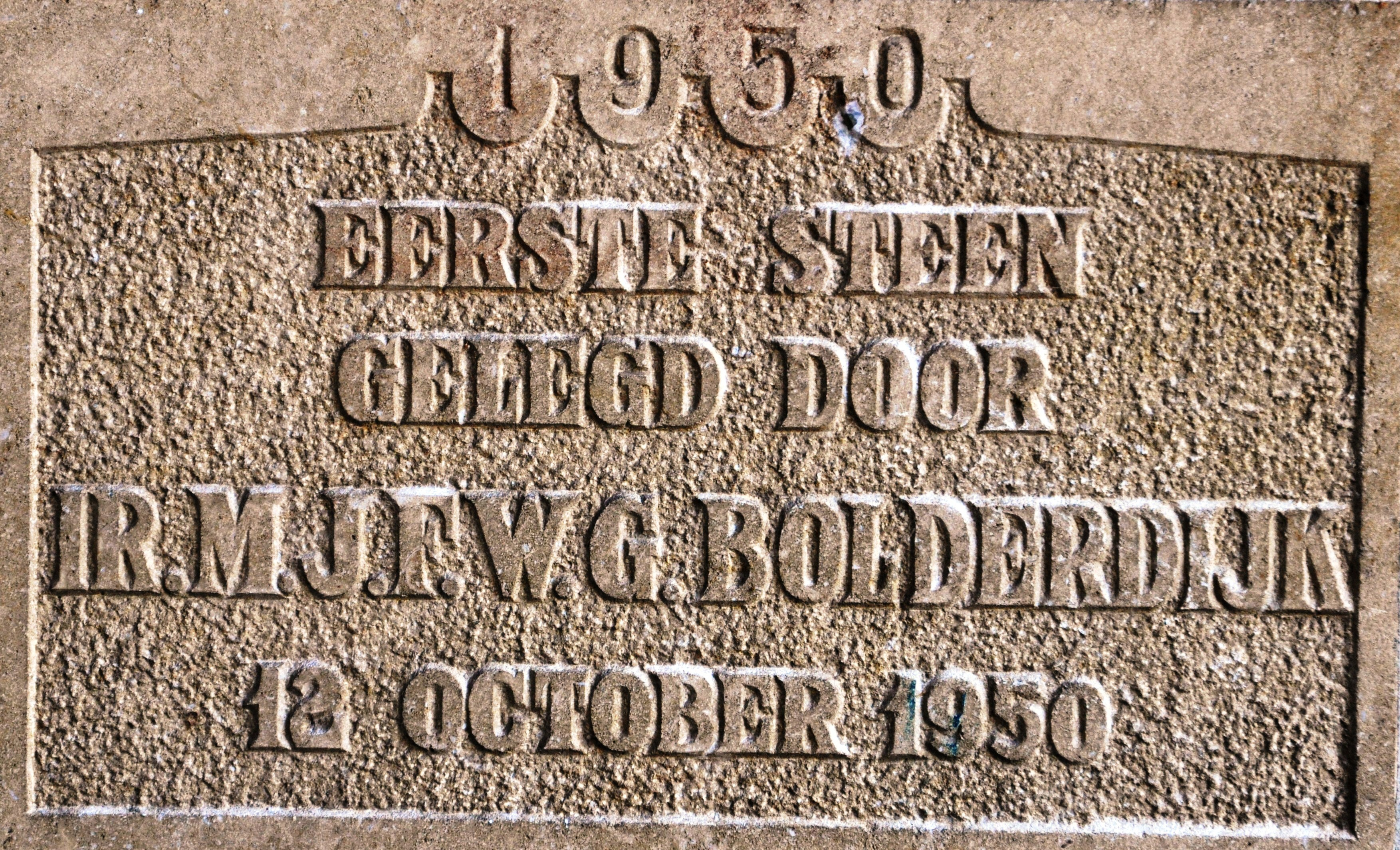
Eerste steen van Ontspanningscentrum De Boô
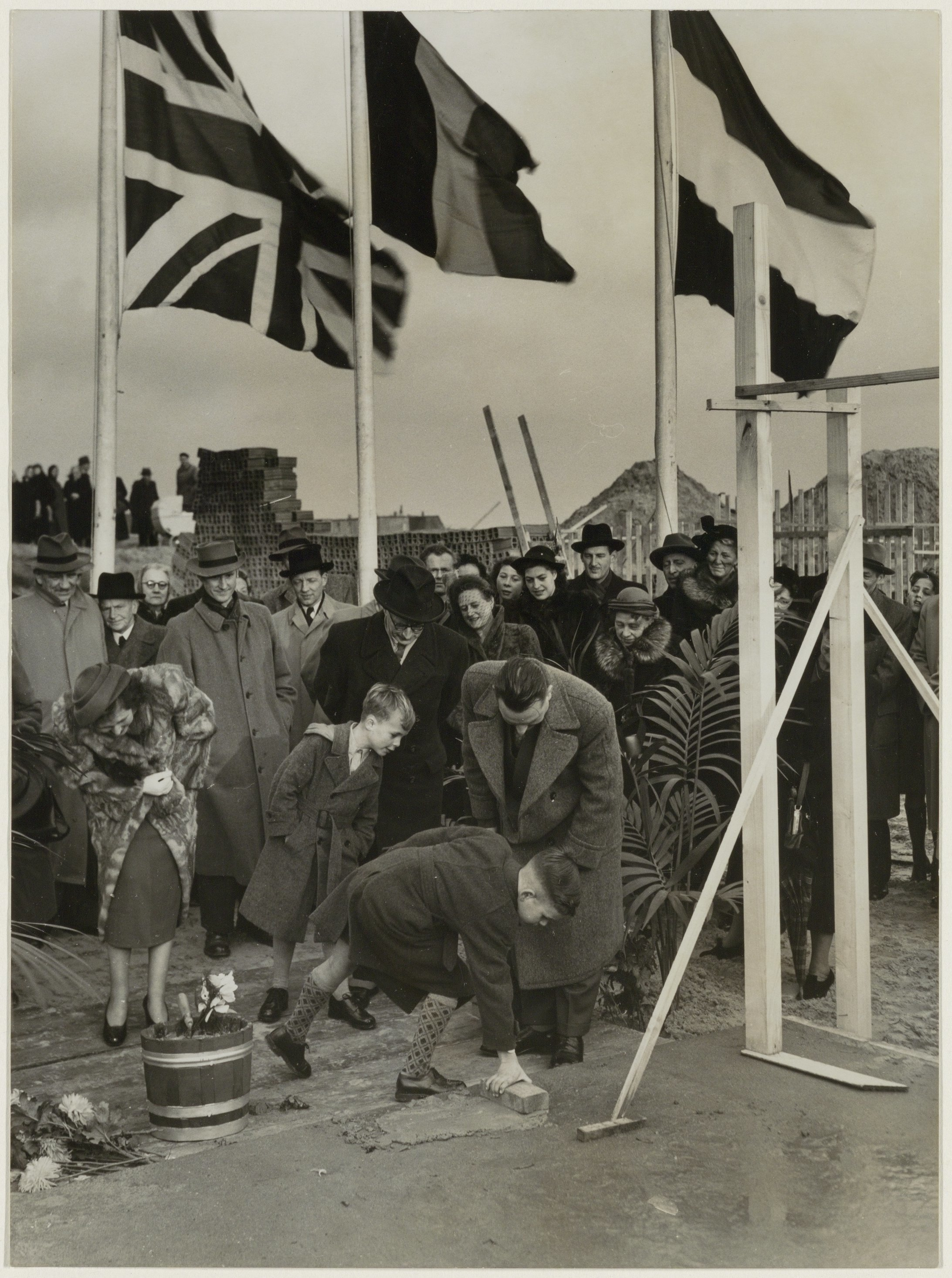
Eerste steen gelegd in Zandvoort, 1950
- Eerste steen gelegd bij nieuwbouw Veldschuur